# Soranî
Sorani (سۆرانی) ook wel Centraal Koerdisch (کوردیی ناوەندی)  is een Koerdisch dialect dat wordt gesproken door ongeveer zes miljoen mensen, het wordt ook wel beschreven als taal. Het wordt voor het grootste deel in Iraans Koerdistan gesproken en daarnaast in Iraaks Koerdistan. De taal wordt in Iran vooral gesproken in de provincies: Kordestan, Kermanshah en West-Azerbeidzjan (westelijk Iran).
In Iran spreekt zo'n 60 procent van de Koerden Sorani. De meeste sprekers bevinden zich in de stad Kermanshah. In Irak betreft het ongeveer 55 procent van de Koerden, waarvan de meesten in de steden Hewlêr (Erbil) en Silêmanî (Suleimaniya). Sorani wordt in een gemodificeerd Arabisch alfabet geschreven. 